# بنگ انرژی
بنگ انرژی (انگلیسی: Bang Energy) یک نشان تجاری نوشابه انرژی‌زا آمریکایی است که در سال ۲۰۱۲ توسط داروسازی ویتال تولید شده‌است.